# Ulrika Landergren
Ulrika Elisabeth Carlefall Landergren, född 2 februari 1959 i Lundby församling i Göteborg, är en svensk politiker som representerar Liberalerna.
Ulrika Landergren var kommunalråd i Kungsbacka kommun fram till 2020. Hon har tidigare varit gruppchef för IT-utveckling i Göteborgs stad. År 2011 valdes hon in i Liberalernas partistyrelse.